# (6472) Rosema
(6472) Rosema (1985 TL) – planetoida z pasa głównego asteroid okrążająca Słońce w ciągu 5,49 lat w średniej odległości 3,11 j.a. Odkryta 15 października 1985 roku.